# Gerald Patterson
Gerald Leighton Patterson (ur. 17 grudnia 1895 w Melbourne, zm. 13 czerwca 1967 w Melbourne) – australijski tenisista, zwycięzca Australasian Championships w grze pojedynczej i podwójnej, zwycięzca Wimbledonu w grze pojedynczej i mieszanej, triumfator U.S. National Championships w grze podwójnej.
Patterson był weteranem I wojny światowej, odznaczony za bohaterstwo. Był siostrzeńcem śpiewaczki operowej Nellie Melby, która wielokrotnie kibicowała mu w ważnych turniejach.

## Kariera tenisowa
Tenis Pattersona charakteryzował się bezkompromisowością – nawet w tak ważnym meczu, jak finał Australasian Championships w 1927 roku potrafił obok 29 asów zagrać także 29 podwójnych błędów serwisowych. Potężny serwis przyniósł mu przydomek człowieka-katapulty.
W grze pojedynczej wygrał w 1919 i 1922 roku Wimbledon, a w 1927 roku Australasian Championships. Był również w finałach Australasian Championships w latach 1914, 1922 i 1925. Na Wimbledonie przegrał w spotkaniu o tytuł w 1920 roku.
W rozgrywkach gry podwójnej triumfował w mistrzostwach Australii w latach 1914, 1922, 1925–1927. W 1919 roku zwyciężył w rywalizacji deblowej na U.S. National Championships. Patterson uczestniczył także w finałach Australasian Championships w 1924 i 1932 roku, na Wimbledonie w 1922 i 1928 roku, a podczas U.S. National Championships w 1922, 1924, 1925 i 1928 roku.
Australijczyk odniósł także jedno zwycięstwo w konkurencji gry mieszanej, w 1920 roku podczas Wimbledonu.
W latach 1919–1928 był reprezentantem Australii w Pucharze Davisa, dwukrotnie dochodząc z zespołem narodowym do finału tych rozgrywek (1922 i 1924).
W 1919 roku uchodził w rankingach fachowców za nr 1. na świecie. Ponadto znajdował się w czołowych dziesiątkach przez pięć innych sezonów (do 1925).
W 1989 roku Patterson został pośmiertnie wpisany do Międzynarodowej Tenisowej Galerii Sławy.

### Finały w turniejach wielkoszlemowych

#### Gra pojedyncza (3–4)
| Końcowy wynik | Nr | Data | Turniej                               | Nawierzchnia | Przeciwnik            | Wynik finału              |
| ------------- | -- | ---- | ------------------------------------- | ------------ | --------------------- | ------------------------- |
| Finalista     | 1. | 1914 | Australasian Championships, Melbourne | Trawiasta    | Arthur O’Hara Wood    | 4:6, 3:6, 7:5, 1:6        |
| Zwycięzca     | 1. | 1919 | Wimbledon, Londyn                     | Trawiasta    | Norman Brookes        | 6:3, 7:5, 6:2             |
| Finalista     | 2. | 1920 | Wimbledon, Londyn                     | Trawiasta    | William Tilden        | 6:2, 2:6, 3:6, 4:6        |
| Zwycięzca     | 2. | 1922 | Wimbledon, Londyn                     | Trawiasta    | Randolph Lycett       | 6:3, 6:4, 6:2             |
| Finalista     | 3. | 1922 | Australasian Championships, Sydney    | Trawiasta    | James Outram Anderson | 0:6, 6:3, 6:3, 3:6, 2:6   |
| Finalista     | 4. | 1925 | Australasian Championships, Sydney    | Trawiasta    | James Outram Anderson | 9:11, 6:2, 2:6, 3:6       |
| Zwycięzca     | 3. | 1927 | Australian Championships, Melbourne   | Trawiasta    | John Hawkes           | 3:6, 6:4, 3:6, 18:16, 6:3 |

#### Gra podwójna (6–8)
| Końcowy wynik | Nr | Data | Turniej                                 | Nawierzchnia | Partner         | Przeciwnicy                           | Wynik finału             |
| ------------- | -- | ---- | --------------------------------------- | ------------ | --------------- | ------------------------------------- | ------------------------ |
| Zwycięzca     | 1. | 1914 | Australasian Championships, Melbourne   | Trawiasta    | Ashley Campbell | Rodney Heath Arthur O’Hara Wood       | 7:5, 3:6, 6:3, 6:3       |
| Zwycięzca     | 2. | 1919 | U.S. National Championships, Nowy Jork  | Trawiasta    | Norman Brookes  | William Tilden Vincent Richards       | 8:6, 6:3, 4:6, 4:6, 6:2  |
| Finalista     | 1. | 1922 | Wimbledon, Londyn                       | Trawiasta    | Pat O’Hara Wood | James Outram Anderson Randolph Lycett | 6:3, 9:7, 4:6, 3:6, 9:11 |
| Finalista     | 2. | 1922 | U.S. National Championships, Filadelfia | Trawiasta    | Pat O’Hara Wood | William Tilden Vincent Richards       | 6:4, 1:6 3:6, 4:6        |
| Zwycięzca     | 3. | 1922 | Australasian Championships, Sydney      | Trawiasta    | John Hawkes     | James Outram Anderson Norman Peach    | 8:10, 6:0, 6:0, 7:5      |
| Finalista     | 3. | 1924 | Australasian Championships, Melbourne   | Trawiasta    | Pat O’Hara Wood | James Outram Anderson Norman Brookes  | 2:6, 4:6, 3:6            |
| Finalista     | 4. | 1924 | U.S. National Championships, Nowy Jork  | Trawiasta    | Pat O’Hara Wood | Howard Kinsey Robert Kinsey           | 5:7, 7:5 9:7, 3:6 4:6    |
| Zwycięzca     | 4. | 1925 | Australasian Championships, Sydney      | Trawiasta    | Pat O’Hara Wood | James Outram Anderson Fred Kalms      | 6:4, 8:6, 7:5            |
| Finalista     | 5. | 1925 | U.S. National Championships, Nowy Jork  | Trawiasta    | John Hawkes     | Richard N. Williams Vincent Richards  | 2:6, 10:8 4:6, 9:11      |
| Zwycięzca     | 5. | 1926 | Australasian Championships, Adelaide    | Trawiasta    | John Hawkes     | James Outram Anderson Pat O’Hara Wood | 6:1, 6:4, 6:2            |
| Zwycięzca     | 6. | 1927 | Australian Championships, Melbourne     | Trawiasta    | John Hawkes     | Ian McInness Pat O’Hara Wood          | 8:6, 6:2, 6:1            |
| Finalista     | 6. | 1928 | Wimbledon, Londyn                       | Trawiasta    | John Hawkes     | Jacques Brugnon Henri Cochet          | 11:13, 4:6, 4:6          |
| Finalista     | 7. | 1928 | U.S. National Championships, Nowy Jork  | Trawiasta    | John Hawkes     | George Lott John Hennessey            | 2:6, 1:6, 2:6            |
| Finalista     | 8. | 1932 | Australian Championships, Adelaide      | Trawiasta    | Harry Hopman    | Jack Crawford Edgar Moon              | 10:12, 3:6, 6:4, 4:6     |

#### Gra mieszana (1–0)
| Końcowy wynik | Nr | Data | Turniej           | Nawierzchnia | Partnerka       | Przeciwnicy                    | Wynik finału |
| ------------- | -- | ---- | ----------------- | ------------ | --------------- | ------------------------------ | ------------ |
| Zwycięzca     | 1. | 1920 | Wimbledon, Londyn | Trawiasta    | Suzanne Lenglen | Elizabeth Ryan Randolph Lycett | 7:5, 6:3     |